# Sumpkremla
Sumpkremla (Russula aquosa) är en svampart som beskrevs av Leclair 1932. Sumpkremla ingår i släktet kremlor och familjen kremlor och riskor.  Arten är reproducerande i Sverige. Inga underarter finns listade i Catalogue of Life.

## Externa länkar

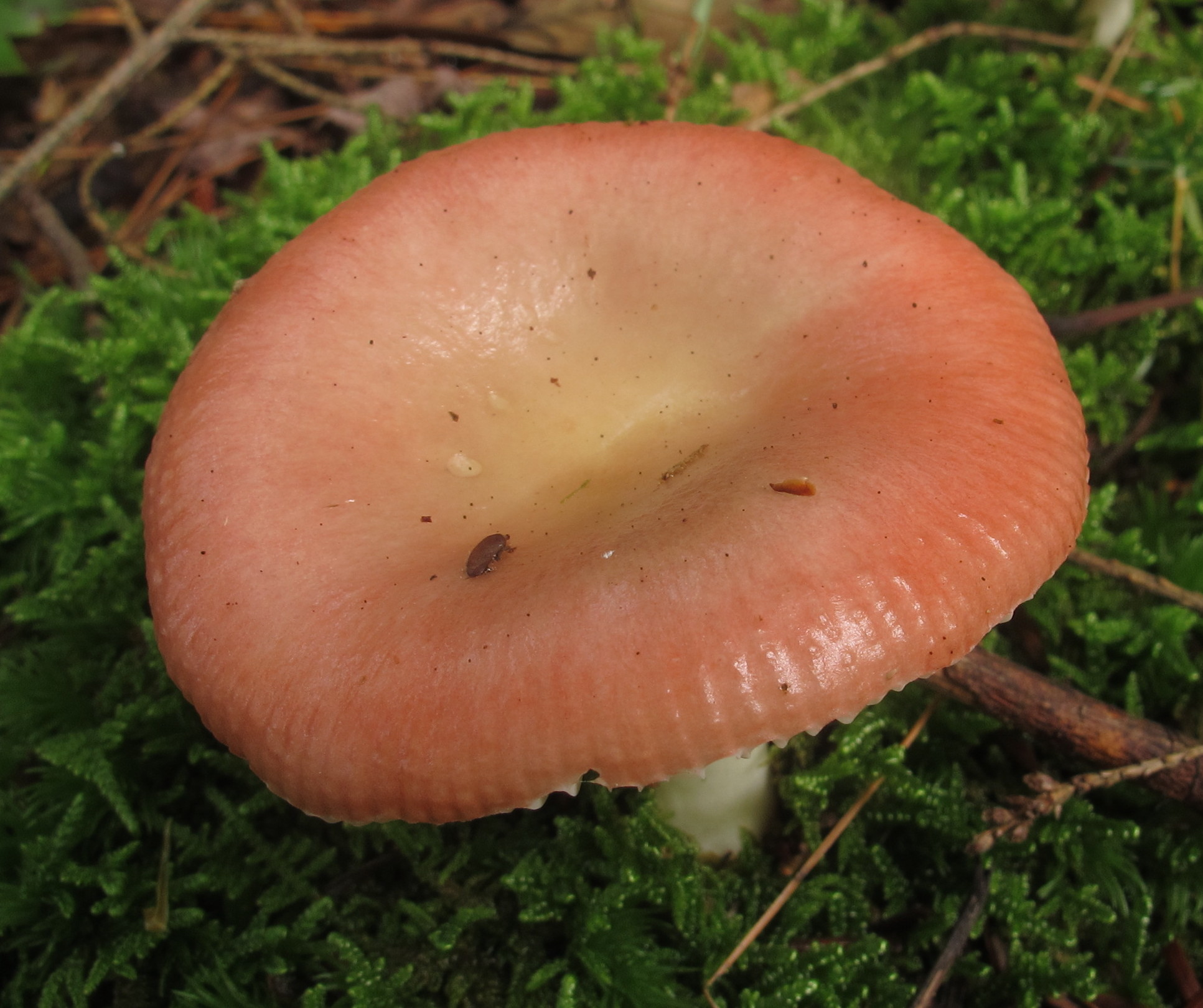
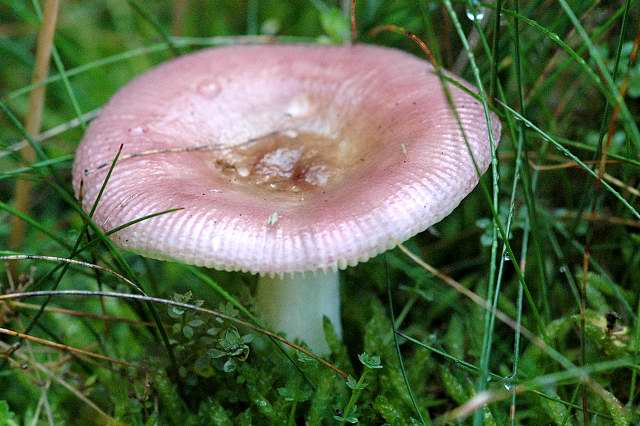
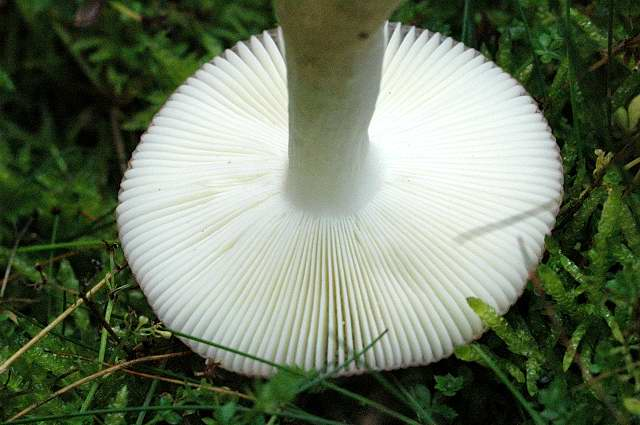